# Cross-Server Attack
Cross-Server Attack (XSA) – metoda łamania zabezpieczeń witryn internetowych oraz zdalnych usług, poprzez wykorzystanie podatności innej, niedostatecznie zabezpieczonej usługi uruchomionej na danym serwerze lub w sieci, w której atakowany serwer pracuje.

## Zagrożenia
Większość firm hostingowych utrzymuje na pojedynczym serwerze większą liczbę witryn internetowych. Ze względu na mnogość zdalnie dostępnych usług, takich jak np. serwery WWW i PHP, stają się one podatne na tego typu ataki. Złośliwi użytkownicy mogą korzystając z tej metody uzyskać nieautoryzowany dostęp przykładowo do danych witryn innych użytkowników.

## Historia
Skrót XSA został po raz pierwszy użyty na początku XXI wieku przez znanego hackera o pseudonimie DeadlyData, podczas korzystania z komunikatora TeamSpeak. Szybko zyskał popularność wśród społeczności, stając się głównym terminem określającym większość znanych już wcześniej metod atakowania zdalnych usług z wykorzystaniem oprogramowania rezydującego na właściwym im serwerze.